# Millerovo (letalsko oporišče)
Millerovo je letalska baza ruskih letalskih sil v Millerovskemu okrožju v Rostovski oblasti kot del 4. vojske zračnih in zračnih obrambnih sil Južnega vojaškega okrožja.
Oporišče je dom 31. gardijskega bojnega letalskega polka, ki ima dve eskadrilji Suhoj Su-30 SM (NATO oznaka Flanker-H)

## Napadi
Med rusko invazijo na Ukrajino je bila baza večkrat napadena.
25. februarja 2022 so poleg amaterskega videoposnetka, ki prikazuje goreče vojaške objekte, začela krožiti poročila, da je bila letalska baza Millerovo napadena in poškodovana z dvema balističnima raketama Točka-U, izstreljenima iz Ukrajine kot odgovor na rusko invazijo na Ukrajino in preprečitev uporabe ruskih letalskih sil za zagotavljanje zračne podpore ruskim vojakom v Ukrajini. S strani ukrajinskih ali ruskih oboroženih sil o napadu na letalsko oporišče Millerovo še ni bilo uradne potrditve.
Guverner Rostovske oblasti je trdil, da je v noči iz 19. na 20. julij 2024 bilo brez žrtev sestreljenih približno 26 ukrajinskih dronov. Hkrati so se na družbenih omrežjih in lokalnih medijih pojavila pričevanja lokalnega prebivalstva o približno 16 eksplozijah v okolici baze ter o požarih v bližini pristajalne steze, zgradb in skladišča goriva.